# Home (Хор)
«Home» (рус. Дом) — шестнадцатый эпизод первого сезона американского музыкального телесериала «Хор», показанный телеканалом Fox 27 апреля 2010 года. Сюжет фокусируется на Мерседес, которая беспокоится относительно своего внешнего вида, Курте и Финне, родители которых начинают встречаться, а также Уилле Шустере, который снова обращается к своей подруге Эйприл Роудс. Исполнительница роли Эйприл, Кристин Ченовет, которая дебютировала в серии «The Rhodes Not Taken», была рада снова появиться в сериале, а также выразила заинтересованность продолжить съёмки в дальнейшем. В серии прозвучали кавер-версии пяти песен, которые были выпущены в качестве синглов, доступных для скачивания в сети, а четыре из них были включены в альбом Glee: The Music, Volume 3 Showstoppers.

## Сюжет
Во время подготовки к интервью журналу Splits Magazine Сью Сильвестр (Джейн Линч) требует, чтобы участницы её команды поддержки похудели, а Мерседес Джонс (Эмбер Райли) потеряла в весе десять фунтов за неделю. Она оставляет за собой право тренироваться в концертном зале, и Уилл Шустер (Мэтью Моррисон) вынужден искать другое помещение, где мог бы репетировать с хором. Он посещает местный роликовый каток, где встречает Эйприл Роудс (Кристин Ченовет), бывшую певицу и недолгое время участницу хора. Эйприл рассказывает Шустеру, что живёт с состоятельным восьмидесятилетним мужчиной, и этот каток — одно из его владений. Узнав, что Уилл пытается найти съёмщика квартиры, Эйприл напрашивается к нему в гости. Проведя ночь в одной постели, Уилл говорит ей, что она стоит большего, чем просто участи любовницы, и запрещает ей оставаться у него. Эйприл решает порвать отношения с магнатом.
Мерседес пытается похудеть при помощи здоровой пищи и диеты, но на промежуточном взвешивании узнаёт, что набрала два фунта. Она полностью отказывается от еды и падает в обморок в школьном кафетерии. Бывший капитан группы поддержки Куинн Фабре (Дианна Агрон) поддерживает Мерседес и советует ей не подстраиваться под других, если ей комфортно в своём теле. В день интервью, когда команда должна исполнить номер и произвести впечатление на журналиста, Мерседес экспромтом поёт композицию «Beautiful» Кристины Агилеры. Готовая к провалу, Сью принимает у себя в кабинете журналиста, который говорит ей, что был в восторге от номера, и обещает ей положительную оценку в статье.
Курт Хаммел (Крис Колфер) знакомит своего овдовевшего отца Барта (Майк О’Мэлли) с овдовевшей матерью Финна Хадсона (Кори Монтейт), Кэрол (Роми Роусмонт), в надежде, что это поможет ему стать ближе к Финну, в которого он влюблён. Финн не доволен новыми отношениями своей матери и злится, когда она хочет выбросить старое кресло его отца. Однако он знакомится с Бартом поближе и находит общие интересы — спорт, походы на матчи. Барт уделяет Финну много времени, и Курт чувствует, что остаётся за бортом и решает рассорить их родителей. Он просит помощи у Финна, который вначале соглашается, но позже меняет своё решение, когда Барт говорит ему, что не пытается заменить его отца и просто любит его мать. Они смотрят баскетбольный матч, и Финн разрешает Барту сесть в кресло его отца, в то время как Курт грустно наблюдает за ними из-за окна.
Когда Эйприл собирается порвать со своим богатым сожителем, он умирает от инсульта. Его жена даёт Эйприл $ 2 млн, чтобы она оставила их семью в покое, и Эйприл решает на эти деньги поставить собственный мюзикл The Wiz, но перед этим сообщает, что выкупила роликовый каток, чтобы хор мог там репетировать. Эпизод заканчивается композицией «Home», которую хористы исполняют на катке.

## Реакция
Эпизод «Home» посмотрели 12,18 млн американских телезрителей и 1,9 млн британских, где впервые сериал спустился с первой строчки на вторую в рейтинге телепрограмм недели на кабельных каналах. В Канаде в неделю показа эпизода сериал занял 10 строчку: его посмотрели 2,1 млн человек. В Австралии эпизод увидело 1,9 млн человек, что позволило ему занять 16 строчку в недельном рейтинге. Отзывы критиков о серии оказались смешанными. Геррик Кеннеди из Los Angeles Times и Тим Стэк из Entertainment Weekly назвали игру Ченовет достойной премии «Эмми», а Марк Перигард из Boston Herald высказал мнение, что сам эпизод должен быть номинирован на «Эмми». Жан Бентли из MTV посчитал, что эпизод был слишком перегружен персонажем Ченовет, а подбор композиций практически неузнаваем для молодого зрителя, на которого рассчитано шоу. Тодд ВанДерВерфф из The A. V. Club отметил, что эпизод был плохо сбалансирован, а Бобби Хаконсон из Houston Chronicle назвал его самым слабым эпизодом «Хора» до сих пор.